# 神一魁
神一魁（？—1631年），陕西綏德人，明朝農民軍領袖。

## 生平
早年為農民，貧苦不能自給，遂與兄長神一元投軍，崇祯元年（1628年），陝北旱災，官府屢屢欠發軍餉，崇禎三年（1630年），因飢苦難當，與兄長神一元、高應登等人率領士卒三千起事，攻陷保安，副總兵張應昌率兵前來討伐，斬殺神一元、高應登。一魁被殘部立為元帥，逃到寧夏，沿途向貧家募兵，攻慶陽府，後來連克合水、東關。
三邊總督楊鶴發白銀二萬兩招安，一魁投降。但是投降不久，楊鶴要求一魁誘殺流賊茹成名，又聽說延綏巡撫洪承疇、守備賀人龍，屠殺降卒數百人，憤而再反。
崇禎四年（1631年），被官軍擊潰，敗逃無蹤，被懸賞。部將黃友才乘機刺殺一魁，投降官軍。